# Одрижинский сельсовет
Одрижинский сельсовет — административная единица на территории Ивановского района Брестской области Республики Беларусь.

## Состав
Одрижинский сельсовет включает 10 населённых пунктов:
- Баландичи — деревня.
- Вивнево — деревня.
- Власовцы — деревня.
- Залядынье — деревня.
- Корсынь — деревня.
- Одрижин — агрогородок.
- Опадыще — деревня.
- Подыще — деревня.
- Смольники — деревня.
- Стромец — деревня.